# Дани (футболист)
Даниел Мигел Алвеш Гомеш – Дани (на португалски: Daniel Miguel Alves Gomes – Danny) е португалски футболист, роден във Венецуела. Най-известен е като футболист на руския ФК Зенит Санкт Петербург. Участник на Мондиал 2010 с националния отбор на Португалия. През 2010 г. Дани става футболист на годината в Русия според списание „Футбол“.

## Кариера
Дани започва кариерата си в Маритимо. През 2002 г. е взет от Спортинг Лисабон за 2 млн. евро, но на следващия сезон Анатоли Бишовец го връща в Маритимо под наем. През март 2005 г. е купен от ФК Динамо Москва. Същият сезон е избран от феновете за най-добър играч на Динамо. В същата година получава повиквателна от националния тим на Венецуела, но Мигел решава да играе за Португалия. През сезон 2007 голът му срещу Ростов е избран за гол за сезона. На 20 август 2008 Дани дебютира за Португалия срещу Фарьорските острови. Той е в разширения списък на отбора за Евро 2008, но не попада в състава. В края на август преминава в Зенит за 30 млн. евро. Дебютира в мача за суперкупата на УЕФА срещу Манчестър Юнайтед, като вкарва победният гол за Зенит и е избран за играч на мача. В началото на 2009 се контузва тежко и отсъства от терените до края на сезона. Въпреки това не загубва формата си и отново е неизменен титуляр за Зенит. Първия си мач след травмата записва на 13 март 2010. Същият сезон печели титлата на Русия. През юни 2011 подписва нов 4-годишен договор. На 29 септември изиграва своя мач номер 100 за Зенит. В началото на 2012 Дани се контузва тежко и отсъства от терените до края на сезона. В края на 2012 се завръща в игра и вкарва гол в Шампионската лига срещу Малага. На 26 ноември е избран за капитан на Зенит.
На 3 август 2013 г. вкарва своят първи хеттрик в руския футбол, отбелязвайки срещу Волга. На 13 август 2014 г. с гола си срещу Урал влиза в Топ 10 на голмайсторите на Зенит, а на 26 октомври вкарва своя гол номер 100 в руската Премиер лига. След напускането на Андрей Аршавин, Дани отново взима номер 10 в отбора. Поради въвеждането на лимита 6+5, Дани започва сезон 2015/16 като резерва, но в първите 4 кръга вкарва три попадения, влизайки като резерва.